# Eddyville, Illinois
Eddyville är en by i Pope County i den amerikanska delstaten Illinois med en yta av 1 km² och en folkmängd, som uppgår till 153 invånare (2000). Ödemarksområdet Lusk Creek Wilderness ligger i närheten av Eddyville.